# Swissuni – Universitäre Weiterbildung Schweiz
Der schweizerische Interessenverband der universitären Weiterbildung «Swissuni – Universitäre Weiterbildung Schweiz / Formation continue universitaire suisse / Formazione continua universitaria svizzera / Swiss University Continuing Education» ist ein Verein mit Sitz in Bern und Gründungsjahr 2002. Er bezweckt die Förderung der universitären Weiterbildung in der Schweiz und die Zusammenarbeit zwischen den Weiterbildungsstellen der universitären Hochschulen (kantonale Universitäten und Eidgenössische Technische Hochschulen). Mitglieder sind die Weiterbildungsstellen aller universitären Hochschulen der Deutschschweiz, der Romandie, des Tessins und des Fürstentums Liechtenstein.

## Geschichte
Die Schweizerische Eidgenossenschaft unterstützte mit ihren Sondermassnahmen zugunsten der universitären Weiterbildung von 1990 bis 1999 die universitären Hochschulen mit dem Zweck des Aufbaus von Weiterbildungsstellen und eines Studienangebots. Im Rahmen dieser Massnahmen haben sich die Verantwortlichen der Weiterbildungsstellen ab 1991 zu regelmässigen Arbeitssitzungen getroffen. «Diese Leiterinnen- und Leitertreffen dienen dem Austausch von Informationen und Erfahrungen. Absprachen ermöglichen teilweise einheitliche Vorgehensweisen, die den administrativen Ablauf von Studiengängen und vor allem auch die Zusammenarbeit der Koordinationsstellen respektive der Hochschulen vereinfachen. Im Rahmen dieser Treffen wird die Realisierung gemeinsamer Projekte (z. B. gesamtschweizerische Kursübersicht auf Videotex, Aufbau einer Modulbörse) vorbereitet. Weitere Ziele sind die fachliche Auseinandersetzung mit verschiedenen Themenschwerpunkten und ein gemeinsames Auftreten gegenüber den Behörden». Aufgrund einer Evaluation der Arbeit der Weiterbildungsstellen ist diese Zusammenarbeit 1994 in Form einer Arbeitsgruppe der Weiterbildungskommission der Schweizerischen Hochschulkonferenz institutionalisiert worden. 2001 wurden die nationalen Universitätsgremien neu organisiert; dabei verlor jedoch die Arbeitsgruppe ihre institutionelle Anbindung. Die Mitglieder – überzeugt von der Notwendigkeit einer organisierten Zusammenarbeit – gründeten 2002 den Verein Swissuni, der seither den Kontakt zur Rektorenkonferenz der Schweizer Universitäten und deren Nachfolgeorganisation swissuniversities über eine ständige Gastmitgliedschaft derselben aufrechterhält.

## Ziele und Mitgliedschaft
Swissuni fördert die universitäre Weiterbildung durch die Zusammenarbeit zwischen allen universitären Weiterbildungsstellen, dies insbesondere durch:
- Informations- und Erfahrungsaustausch
- Zusammenarbeit mit universitären und nicht universitären Organisationen und Institutionen auf nationaler wie internationaler Ebene
- Zusammenarbeit mit der Schweizerischen Rektorenkonferenz (swissuniversities)
- Weiterbildungspolitische Stellungnahmen
- Gemeinsame Qualitätskriterien
- Gemeinsame Datenbank mit den Weiterbildungsangeboten aller Mitglieder
- Gemeinsame Innovationsprojekte
- Mitgliedschaft in internationalen Netzwerken

Mitglieder sind die Weiterbildungsstellen aller Schweizer Universitäten (Basel, Bern, Eidgenössische Technische Hochschulen Lausanne und Zürich, Freiburg, Genf, Lausanne, Luzern, Neuenburg, St. Gallen, Svizzera Italiana, Zürich sowie Universitäre Fernstudien Schweiz) und des Fürstentums Liechtenstein.
Die Weiterbildungsstellen sowie eine Vertretung der Schweizerischen Rektorenkonferenz swissuniversities (ständiger Gast) arbeiten in Fragen der Weiterbildung zusammen und koordinieren ihre Aktivitäten.

## Organisation
Die Organe des Vereins sind die Mitgliederversammlung und der Vorstand, der aus der Präsidentin/dem Präsidenten sowie der Vizepräsidentin/dem Vizepräsidenten besteht.

## Arbeitsschwerpunkte
Swissuni beschäftigt sich – meist auf eigene Initiative hin – mit Themen und konnte Resultate erreichen, die sich förderlich für die Entwicklung der universitären Weiterbildung auswirkten:
- Kommunikation: Schaffung einer gemeinsamen Internetplattform (www.swissuni.ch), einzelne gemeinsame Messeauftritte
- Qualität: Erarbeitung von Qualitätsgrundsätzen (1996) und Empfehlungen für die Qualitätsentwicklung in der universitären Weiterbildung (2010). 2013 genehmigte die Schweizerische Universitätskonferenz spezielle Standards für die Akkreditierung von Weiterbildungsstudiengängen, die auf Initiative von Swissuni formuliert wurden.
- European Credit Transfer System: Erarbeitung von Empfehlungen (1998/2005)
- Harmonisierung der Angebotsformate[5]: Die rasante Entwicklung der Weiterbildungsangebote aufgrund der Bundesförderung verlief ab 1990 bezüglich Formate und Abschlussbezeichnungen zunächst sehr ungeordnet und führte zu einer unübersichtlichen Situation. In engem Kontakt mit der Hochschulkonferenz diskutierte die Arbeitsgruppe ab 1998 über eine Harmonisierung und führte 1990 eine Bestandsaufnahme durch. Parallel dazu veränderte sich mit dem Bologna-Prozess die europäische Hochschullandschaft nachhaltig, wobei jedoch die Weiterbildung weitestgehend vergessen ging. Swissuni formulierte daher bald Empfehlungen zu neuen, „Bologna-tauglichen“ Weiterbildungsformaten, die schliesslich 2004 von den zuständigen Instanzen auf Bundesebene als Empfehlungen in Kraft gesetzt wurden und vier Formate definierten: ein- oder mehrtägige Weiterbildungskurse, Zertifikatslehrgänge (mind. 150 Kontaktstunden), Diplomlehrgänge (mindestens 300 Kontaktstunden), Master of Advanced Studies (MAS)-Programme (mindestens 60 ECTS-Punkte). In der Neuauflage der Empfehlungen 2008 wurde der Umfang der Zertifikatslehrgänge auf mindestens 10 ECTS-Punkte und derjenige der Diplomlehrgänge auf mindestens 30 ECTS-Punkte festgelegt. Im Nationalen Qualifikationsrahmen für den Hochschulbereich (2009) schliesslich wurden die von Swissuni vorgeschlagenen Abschlussbezeichnungen Diploma of Advanced Studies (DAS) und Certificate of Advanced Studies (CAS) zusätzlich zu den MAS verbindlich festgelegt, nachdem schon ein paar Jahre früher erste Studiengänge mit diesen Bezeichnungen eingeführt wurden. Da wenig später nicht zuletzt auch auf Grund von Vorarbeiten von Swissuni die Fachhochschulen und Pädagogischen Hochschulen diese Typisierung ebenfalls einführten, hat sich diese klare Strukturierung der Formate schnell im schweizerischen Hochschulraum und auf den Arbeitsmärkten durchgesetzt und findet auch im deutschsprachigen Ausland Beachtung. So ist diese denn auch der Anlass für die grenzüberschreitende Zusammenarbeit mit der Albrecht-Ludwig-Universität Freiburg, die zu einer Gastmitgliedschaft der dortigen Weiterbildungsstelle geführt hat.
- Immatrikulation: 2004 erreichte Swissuni mit einer Arbeitsgruppe der Rektorenkonferenz, dass alle MAS-Studierenden immatrikuliert und damit in der Hochschulstatistik des Bundesamts für Statistik erfasst werden.
- Qualifikationsrahmen für den schweizerischen Hochschulbereich: Swissuni hat sich 2007 bis 2009 in die Erarbeitung des Nationalen Qualifikationsrahmens für den Hochschulbereich (nqf.ch-HS) eingebracht und konnte bewirken, dass die Weiterbildungsstudiengänge mit entsprechenden Deskriptoren integriert sind.
- Weiterbildungsgesetz: Bei der Erarbeitung des Bundesgesetzes über die Weiterbildung (2009–2014) konnte Swissuni durch Mitarbeit und im Hinblick auf die parlamentarische Behandlung bewirken, dass ihre Interessen gewahrt blieben[6][7].
- Weiterbildungsstatistik: mehrere Anläufe zur Verbesserung der statistischen Lage der universitären Weiterbildung scheiterten. Dies ist umso bedauerlicher, als die Integration der universitären Weiterbildung in die Weiterbildungs- wie auch die Hochschulstatistiken des Bundes nur lückenhaft ist.
- Positionsbildung: an den Jahrestagungen werden jeweils einzelne Themen speziell vertieft, die dem Austausch von Wissen und Erfahrungen sowie der Klärung von Positionen dienen, beispielsweise Entwicklungen auf dem zukünftigen Markt/Abschlüsse (Vaduz 2017), Profilierung der universitären Weiterbildung (Freiburg 2016), Alleinstellungsmerkmale/Brand (Basel 2015), E-Learning (Genf 2014), Didaktik (Bern 2013), Zusammenarbeit mit Unternehmen (Lausanne 2012), Profil (Zürich 2011), Fernstudien und MAS-Profil (Brig 2010), Kooperationen (Lugano 2009), Inhouse-Programme (St. Gallen 2008), Nationaler Qualifikationsrahmen (Neuenburg 2007), Interuniversitäre Kooperationen (Luzern 2005).

## Publikationen
- Empfehlungen für die Qualitätsentwicklung. Swissuni, 2010 (swissuni.ch [PDF; 165 kB]).
- Empfehlungen für die Anwendung von ECTS in der universitären Weiterbildung. Swissuni, 2005 (swissuni.ch [PDF; 77 kB]).
- Qualitätsgrundsätze der universitären Weiterbildung / Principes de qualité de la formation continue universitaire (DE/FR). Swissuni, 1996 (swissuni.ch [PDF; 15 kB]).